# Het Schip

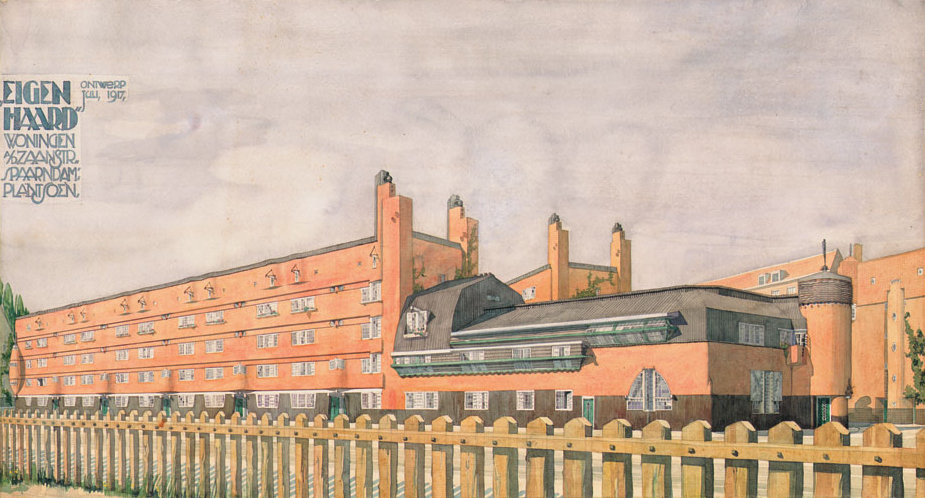
Entwurf des Gebäudes Het Schip von Michel de Klerk, 1917

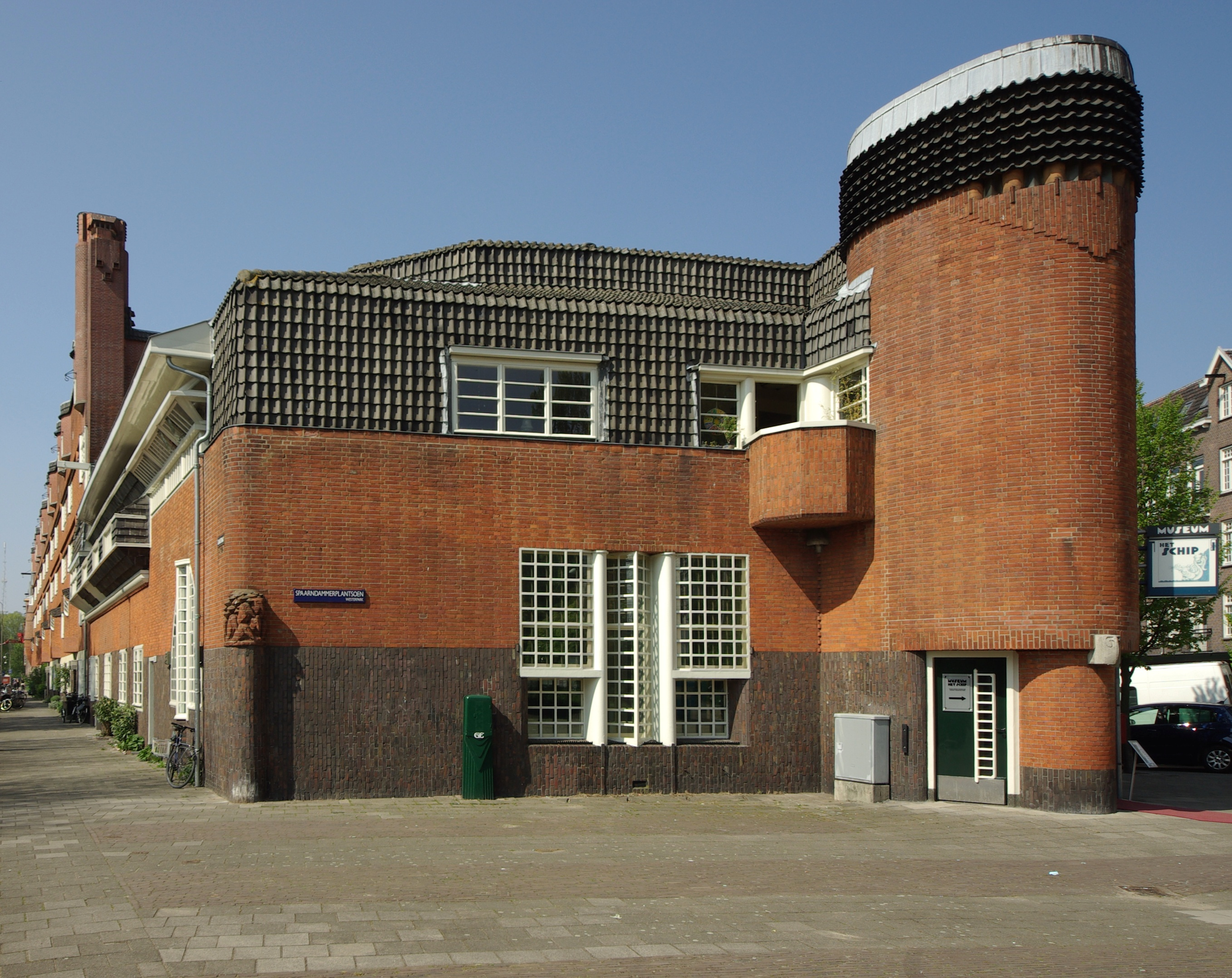
Fassade des Gebäudes Het Schip am Spaarndammerplantsoen, 2011. Im Erdgeschoss befindet sich das ehemalige Postamt.

Het Schip (deutsch Das Schiff) ist ein 1919 bis 1921 erbauter Wohnblock im Stadtviertel Spaarndammerbuurt im Amsterdamer Stadtbezirk West. Das von dem Architekten Michel de Klerk geplante Gebäude, das aufgrund seiner außergewöhnlichen Form seinen Namen erhielt, gilt als eines der bedeutendsten Beispiele der expressionistischen Amsterdamer Schule. In dem Wohnblock befinden sich 82 Wohnungen (102 Wohnungen in 1921), eine ehemalige Grundschule, in deren Räumlichkeiten seit 2016 das Museum Het Schip untergebracht ist, eine Museumswohnung sowie das ehemalige Postamt.

## Geschichte

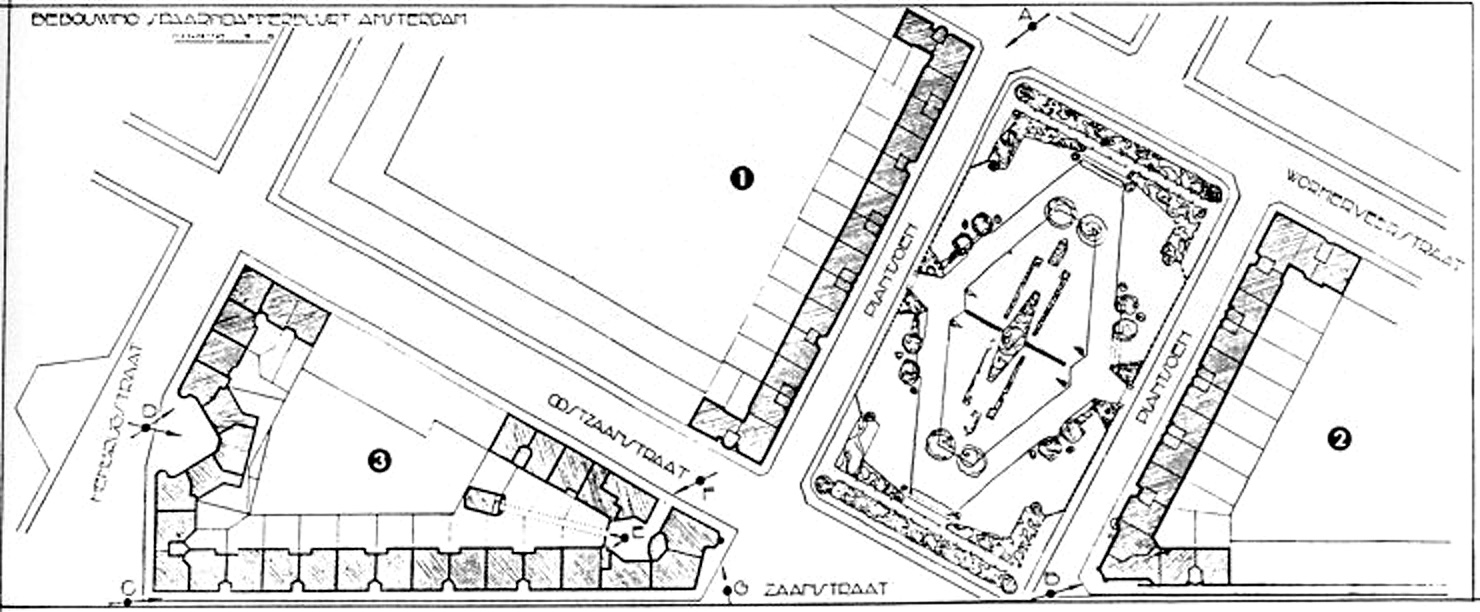
Die von Michel de Klerk entworfenen Wohnblöcke 1 (ab 1913), 2 (1914–1918) und 3 (Het Schip, 1917–1921) am Spaarndammerplantsoen (Park in der rechten Bildhälfte).

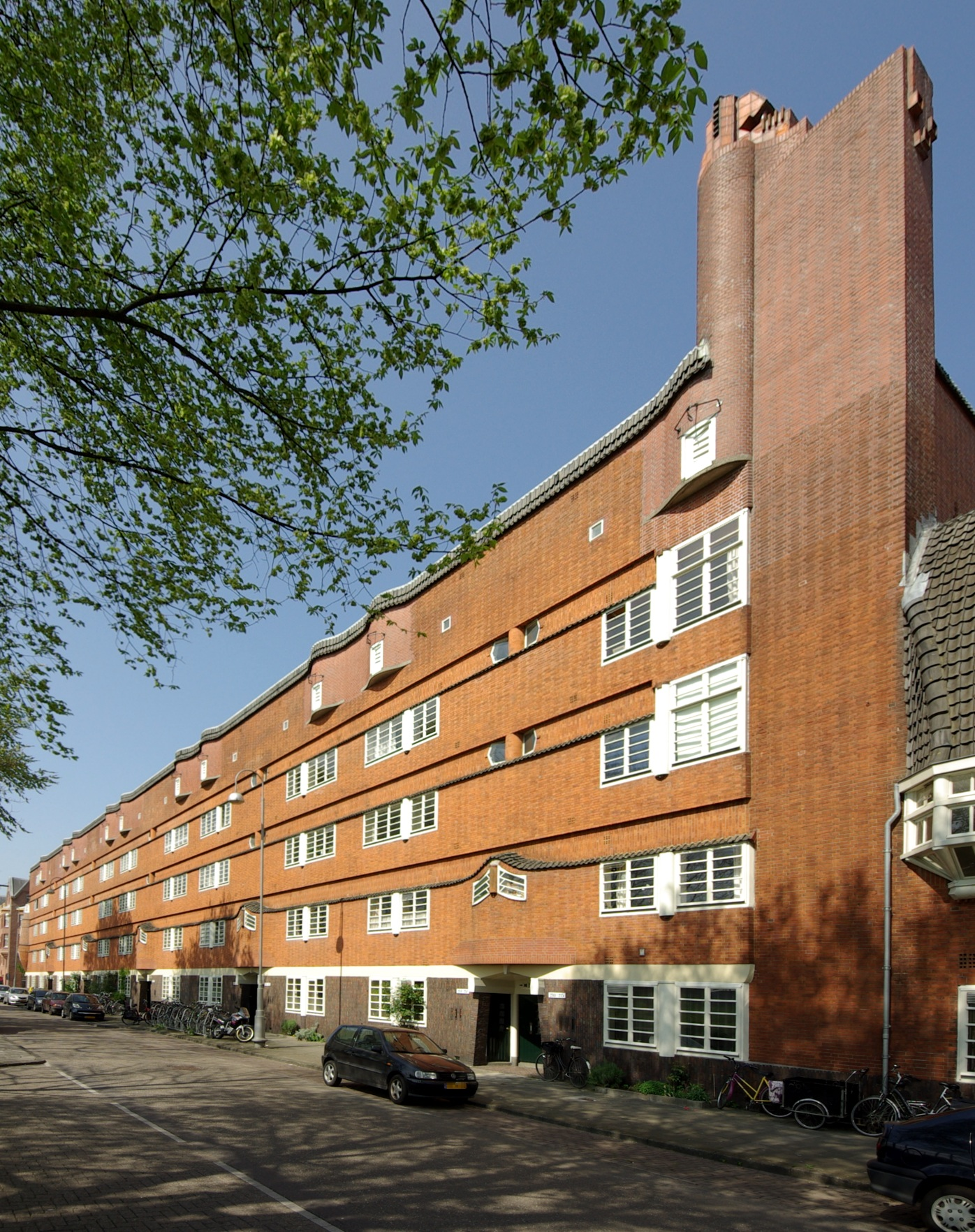
Die in horizontalen Linien gestaltete Fassade zur Bahntrasse

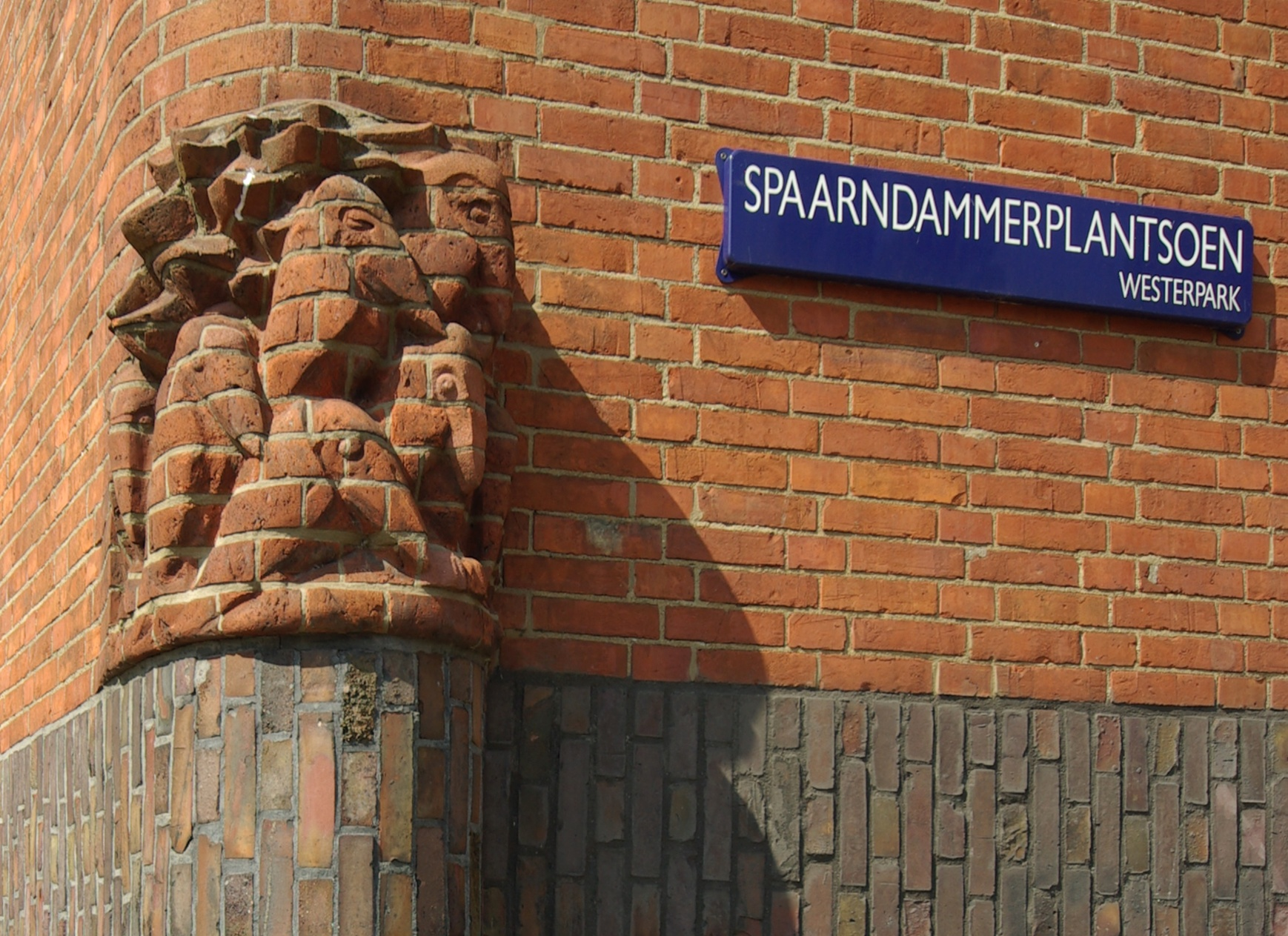
Die Raben an der Ecke des Postamtes, Skulptur von Hildo Krop

Das Stadtviertel Spaarndammerbuurt entstand als Arbeitersiedlung ab Ende des 19. Jahrhunderts unweit des Hafens am neu angelegten Nordseekanal im Westen der Stadt. 1905 hatte die Stadt eine Bauverordnung erlassen, die in neuen Wohngebieten unter anderem die Anlage von kleinen Parks (niederländisch Plantsoen) vorsah. Das in den 1910er Jahren zur Bebauung erschlossene Gebiet um den Spaarndammerplantsoen unterschied sich bereits in der Einteilung grundsätzlich von der in der Umgebung üblichen Stadtplanung.
1913 übernahmen der junge Unternehmer Klaas Hille und dessen Architekt Michel de Klerk die Bebauung von drei Grundstücken an diesem Platz. Bereits das erste Haus fiel durch besondere Klinker und die Verwendung von Terrakottaziegel als Verblender auf. Insgesamt waren die expressionistischen Elemente jedoch deutlich zurückhaltender als in de Klerks ersten Entwürfen. Nachdem der Unternehmer Hille aufgrund der wirtschaftlichen Folgen des Ersten Weltkrieges aufgeben musste, übernahm die Wohnungsbaugenossenschaft Eigen Haard die weitere Bebauung des Platzes. Architekt de Klerk schuf ab 1914 den zweiten Block mit deutlich mehr expressionistischen Formen.
Bei der Planung des letzten Wohnblocks ab 1917 gewährte man de Klerk künstlerisch die meisten Freiheiten. Auch weil das Gebäude laut ursprünglichen Planungen die Geschäftsräume der Baugenossenschaft beherbergen sollte, entstand ein moderner, expressionistischer Prestigebau, der die bisherigen Gebäude architektonisch in den Schatten stellen sollte und als Het Schip und Arbeiderspaleis (deutsch Arbeiterpalast) bezeichnet wurde. Die außergewöhnlichen Details machten den zusätzlichen Einsatz zahlreicher Facharbeiter nötig. Die Fertigstellung des Gebäudes war vergleichsweise teuer und verzögerte sich um zwei Jahre. Letztlich sollten in dem Haus kaum Arbeiter, sondern vor allem sozialistische Mittelständler wohnen. Noch heute dient das Gebäude dem Sozialen Wohnungsbau.

## Architektur

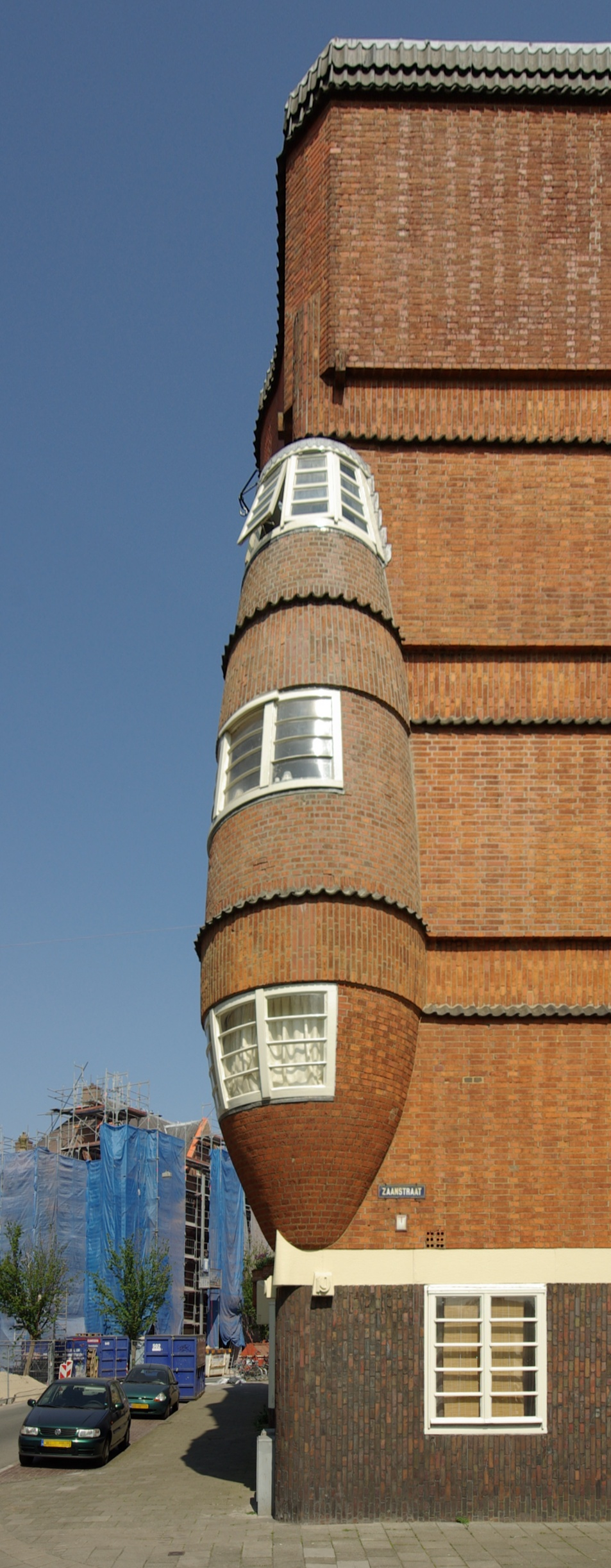
Der Zigarrenerker

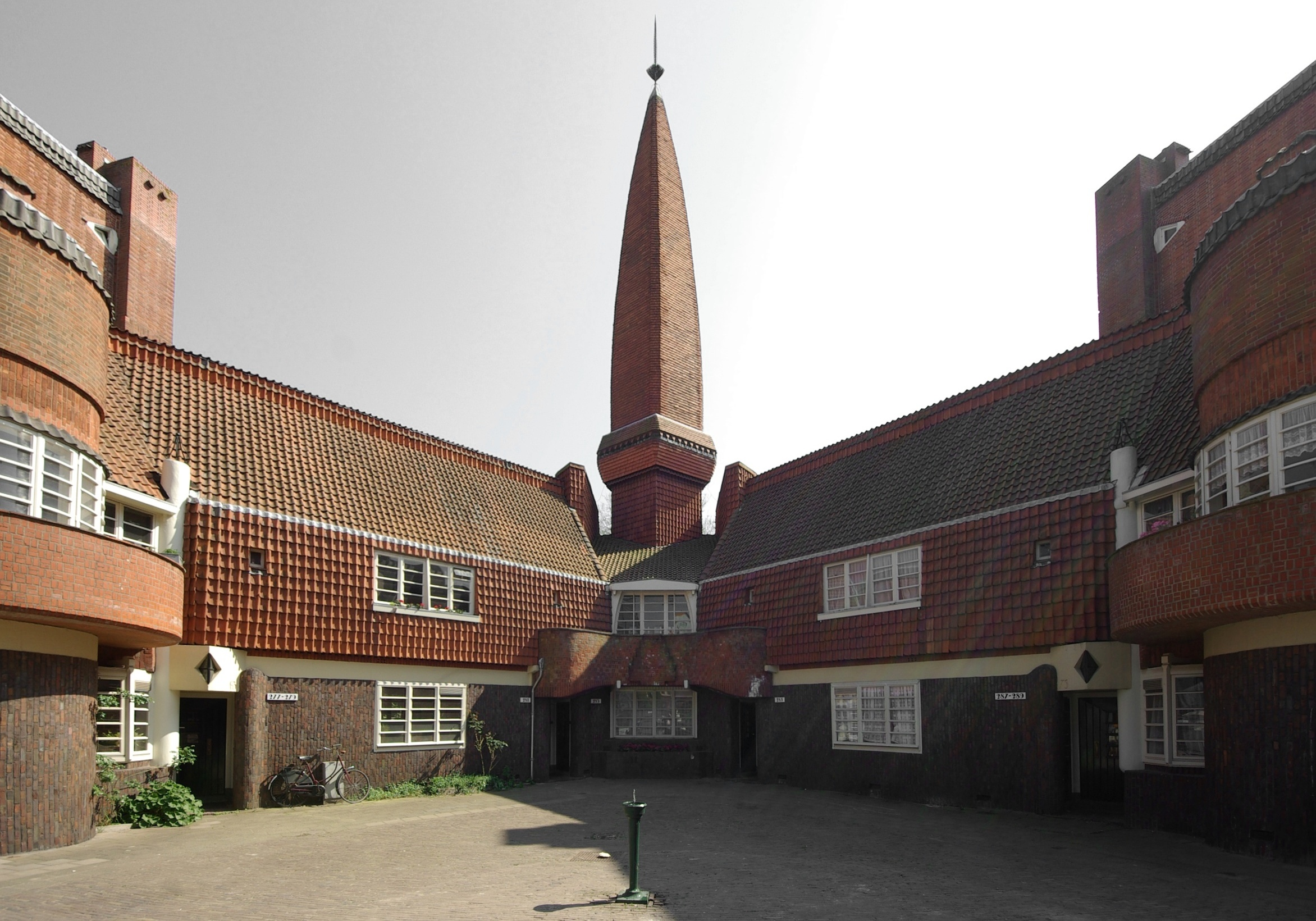
Das Türmchen und der kleine Vorplatz an der Hembrugstraat

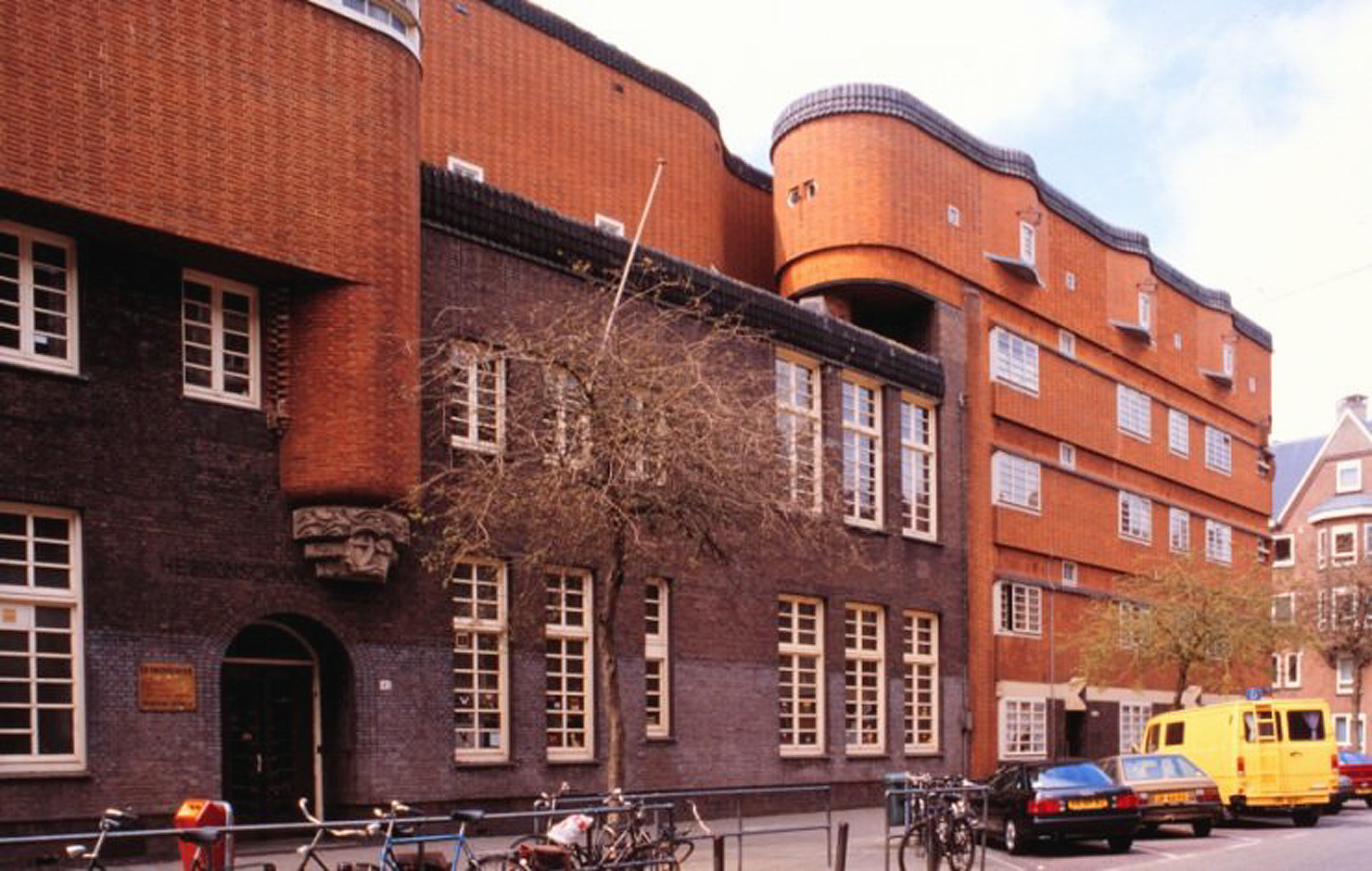
Das integrierte Schulgebäude aus dunklem Backstein an der Oostzaanstraat

Het Schip wird als Höhepunkt in der zweiten Phase der Amsterdamer Schule betrachtet. Architekt Michel de Klerk bereicherte die hellrote Klinkerfassade des im Kern aus Beton errichteten Häuserblocks mit zahlreichen symbolischen und expressionistischen Details. Jede Seite des auf einem fächerförmigen Grundstück befindlichen Hauses wurde, den dortigen Gegebenheiten entsprechend, anders gestaltet. Der Innenhof des Wohnblocks besteht aus kleinen Gärten und einem Schulhof, die über einen Weg miteinander verbunden sind. Zahlreiche Skulpturen in der Fassade des Gebäudes stammen von dem Amsterdamer Stadtbildhauer Hildo Krop (1884–1970).
An der südöstlichen Seite läuft das Grundstück in einer langen Spitze auf das Spaarndammerplantsoen zu. Hier war bis 1999 die ebenfalls von de Klerk eingerichtete Postfiliale (heute Teil des Museums). Aufgrund der geringen Breite des Gebäudes befinden sich über dem Postamt nur zwei mit Dachziegel verkleidete Wohngeschosse. Um die Wirkung des Postamtes hervorzuheben, ohne die idyllische Wirkung zu zerstören, sind Ein- und Ausgang der Empfangshalle an einem Türmchen untergebracht.
Die größtenteils erhaltene, ebenfalls von de Klerk gestaltete Inneneinrichtung des ehemaligen Postamtes  brach mit der Tradition der autoritär gestalteten Postämter der damals staatlichen PTT. Im Gegensatz zum amtlichen Dunkelrot wählte der Architekt violette Farbtöne und Lavendelblau (Brieftaubenblau). An der Außenseite des Postamtes fällt eine gemauerte Backsteinskulptur auf, die Raben auf einem Telegrafenmast symbolisiert.
Die südwestliche Seite entlang der Zaanstraat des maximal vier Obergeschosse zählenden Hauses wurde vergleichsweise zurückhaltend gestaltet. Die horizontalen Linien der Klinker sollten der Weite der parallel zur Straße verlaufenden Bahnstrecke Amsterdam–Haarlem entsprechen. Eine Besonderheit ist der am nordwestlichen Eck befindliche Erker, der aufgrund seiner Form im Volksmund die Bezeichnung Zigarre erhielt.
Durch ein Türmchen, einen halbrunden Vorplatz und die Verwendung von Dachziegel als Verblender schuf der Architekt an der Hembrugstraat die idyllische Atmosphäre eines Dorfplatzes. Verstärkt wird dieser Eindruck durch die ebenfalls offene Bebauung des gegenüberliegenden, 1918 bis 1919 errichteten Gebäudekomplexes Patrimonium.
Entlang der Oostzaanstraat musste de Klerk den ehemaligen Kindergarten De Veulens (bis 2014 Grundschule De Catamaran) in sein Gebäude integrieren. Unter anderem durch einen auffallend zum Haupteingang versetzten Erker gelang de Klerk eine elegante Lösung für diesen Kompromiss.

## Museum Het Schip

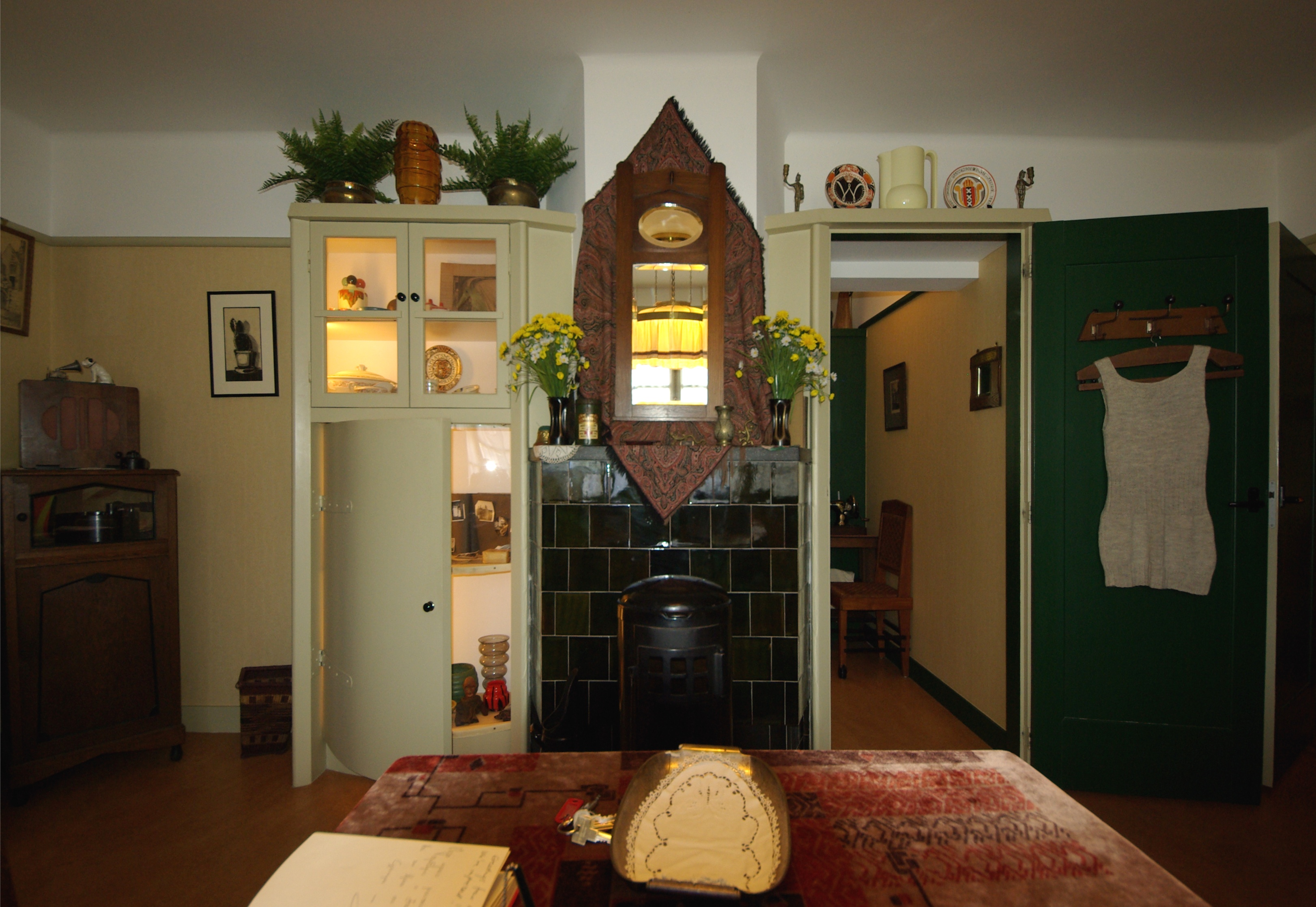
Rekonstruierte Arbeiterwohnung in Het Schip

Museum Het Schip, welches der Amsterdamer Schule, dem sozialen Wohnungsbau und dem Gebäude gewidmet ist, befindet sich im ehemaligen Schulgebäude. Von 2001 bis 2016 hatte das Museum seinen Sitz im alten Postamt. Neben der Dauerausstellung und wechselnden Themaausstellungen kann man in der stündlichen Führung rund um das Gebäude auch das alte Postamt und die Museumswohnung besuchen. Daneben finden regelmäßig Führungen entlang weiterer interessanter Gebäude der Amsterdamer Schule statt.

## Stadtmöbel
Im Innenhof des Museums wird eine Ausstellung verschiedener Stadtmöbel im Stil der Amsterdamer Schule, unter anderem von Pieter Lucas Marnette (1888–1948) und Anton Kurvers (1889–1940) gezeigt.

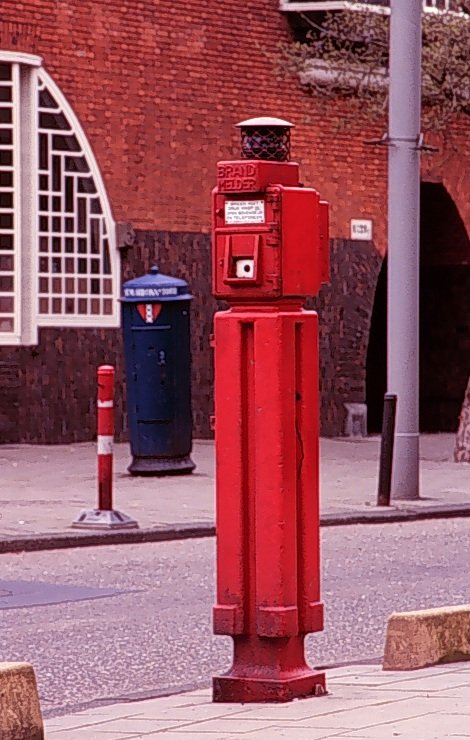
Feuermelder
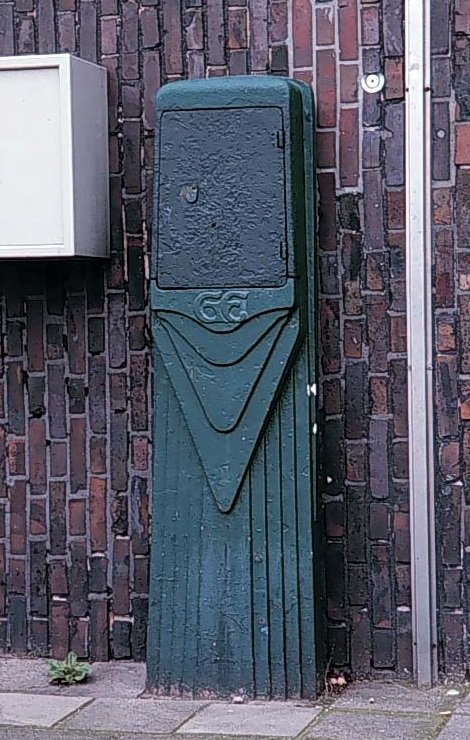
Verteilerkasten
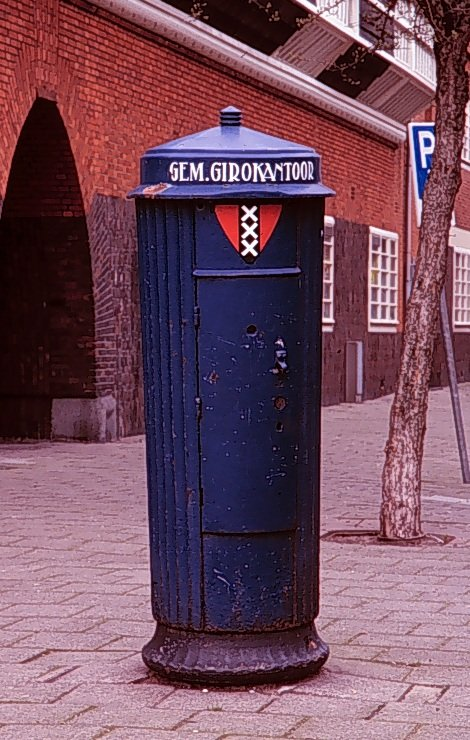
Briefkasten
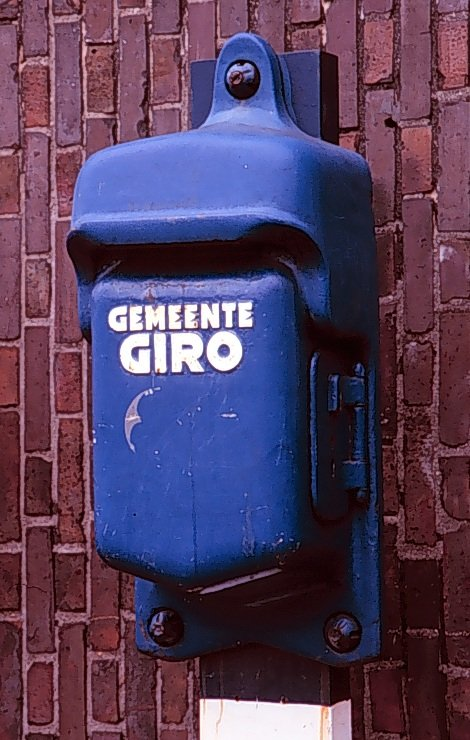
Briefkasten